# عزان (حلب)
عزان  قرية سوريّة تتبع إداريّاً لمحافظة حلب منطقة جبل سمعان ناحية مركز جبل سمعان، بلغ تعداد سكانها 493 نسمة حسب التعداد السكاني لعام 2004.